# Rue de la République (Rouen)
Pour les articles homonymes, voir Rue de la République.
La rue de la République est une voie publique de la commune française de Rouen.

## Situation et accès
Elle mène du pont Pierre-Corneille à l'Hôtel de ville. Les voies qui la joignent sont la rue de l’Hôpital, la rue des Fossés-Louis-VIII, la rue de la Croix-Verte, la rue du Petit-Mouton, la rue de la Chaîne, la rue d’Amiens, la rue Saint-Nicolas, la rue Saint-Romain, la place Barthélemy, la rue des Bonnetiers, la rue du Général-Leclerc, rue Alsace-Lorraine, la rue Saint-Denis, la place de la Haute-Vieille-Tour et la rue des Augustins.

## Origine du nom
Anciennement appelée rue Royale jusqu'en 1848, puis rue de la République puis rue Impériale en 1852, elle est rebaptisée en 1870 sous la Troisième République pour son nom actuel.

## Historique
Son percement fut décidé en 1810 mais la rue n'est commencée qu'en 1830 sous le nom « Rue Royale »,. Elle entraîna la destruction d'une partie de l'abbaye Saint-Amand.
À la fin du XIXe siècle, les peintres impressionnistes tels que Claude Monet, Camille Pissarro et Joseph Delattre exposent leurs toiles à l'hôtel du Dauphin et d'Espagne. En 1906 succède à cet hôtel le théâtre de l'Alhambra,, vaste bâtisse de style Art nouveau dû à Victorien Lelong, devenu l'Impérial cinéma puis le cinéma Omnia en 1910, avant d'être très endommagé par l'incendie de juin 1940 et les bombardements, puis totalement détruit après guerre. À son emplacement est érigé en 1952 par André Robinne un nouvel immeuble d'apparence plus modeste qui abrite le cinéma Gaumont,, avant de redevenir un cinéma art et essai public dénommé L'Omnia le 1er septembre 2010.

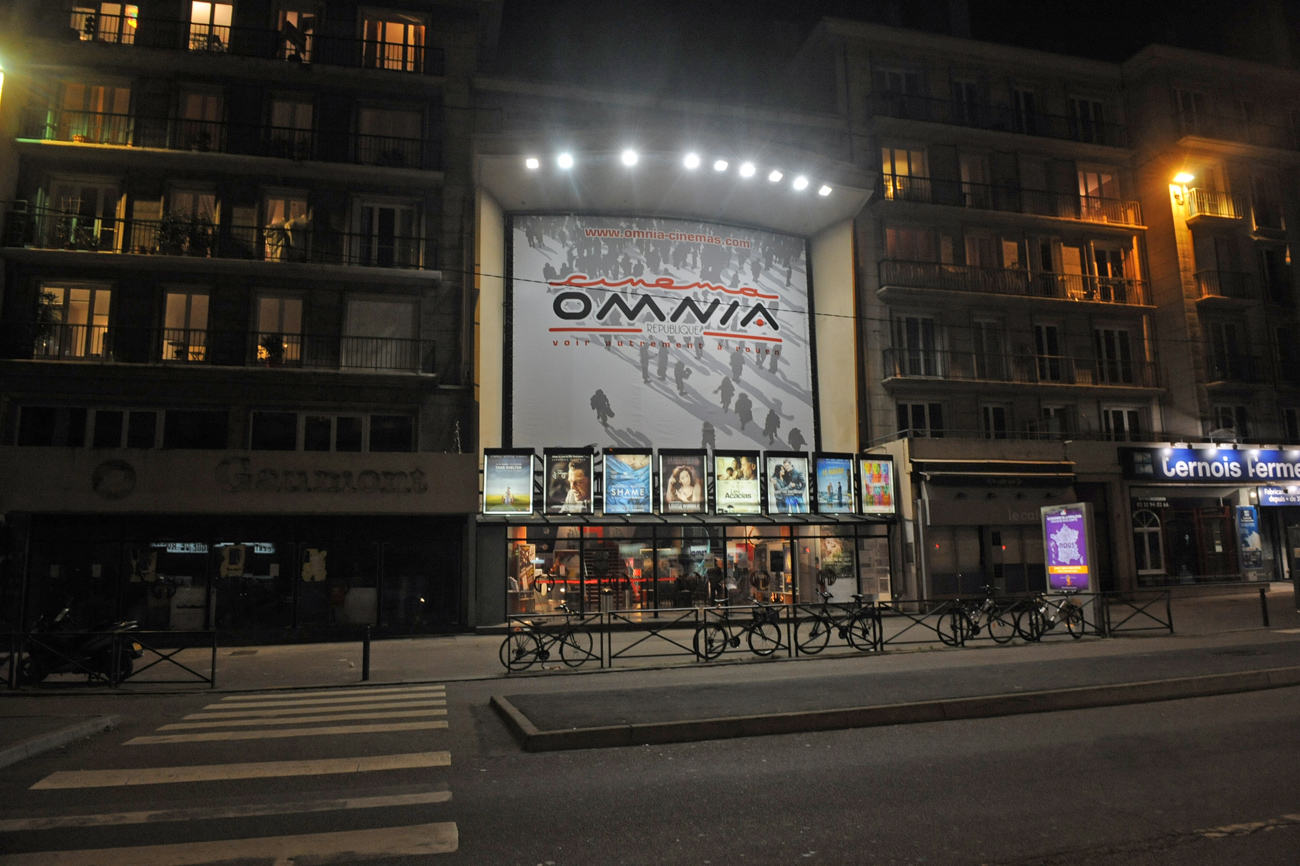
Cinéma L'Omnia.

La galerie Legrip « À l'ami des arts », installée au no 59 à partir de 1807, permit à de nombreux artistes de l’École de Rouen de démarrer leur carrière.
Durant la Première Guerre mondiale, une bombe allemande tombe dans le bas de la rue dans la nuit du 13 au 14 août 1918.

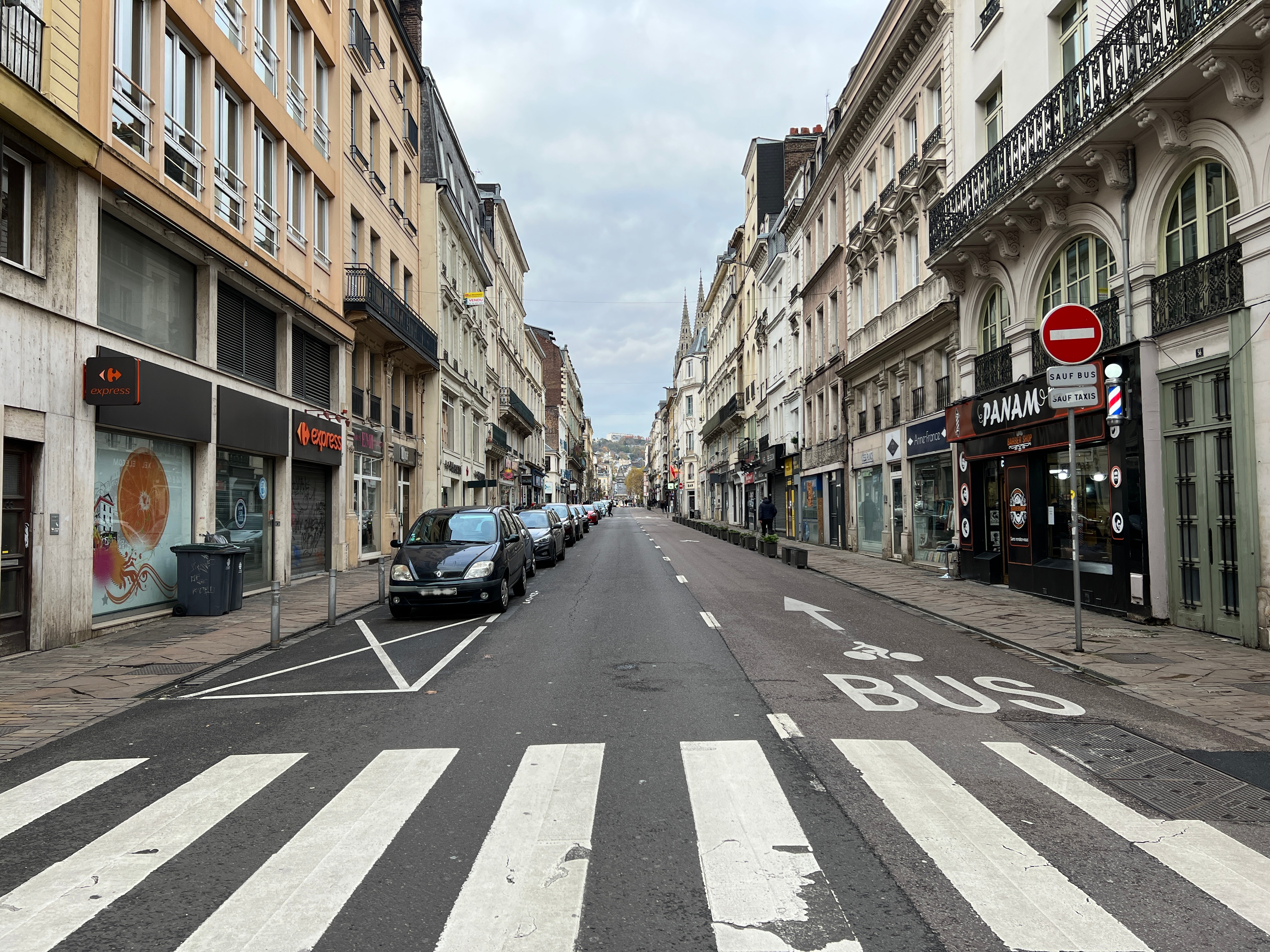
Vue de la rue côté sud.

Le 9 juin 1940, des chars allemands qui descendent la rue, sont touchés par des canons antichars français postés au pied du pont Corneille. Ils provoquent un incendie dans le quartier au sud de la cathédrale jusqu'aux quais de la rive droite. Il va être entretenu par les Allemands à l'aide d'un bombardement aérien et de plaques incendiaires. Le bas de la rue de la République est en partie détruit, il le sera entièrement lors de bombardements alliés ultérieurs.
Aujourd'hui, la circulation routière y est limitée à 30 km/h. La rue est, à l'intersection avec les rues Alsace-Lorraine et du Général-Leclerc, traversée par le TEOR.
Chacune des extrémités de la rue dispose d'une station Cy'clic (vélos en libre service).
Depuis septembre 2012, le sens sud-nord est réservé aux bus, vélos et taxis.

## Bâtiments remarquables et lieux de mémoire
- Jean Clogenson (1785-1876) a vécu au no 55.
- Édouard Hostein (1804-1889), peintre et lithographe, y a habité.
- Louis Trintzius (1861-1933), architecte, a habité au no 84. Son fils René (1898-1953) y est né.
- Georges Guillain (1876-1961), neurologue, y est né au no 51.
- Geneviève Bianquis (1886-1972), germaniste, y est née au no 57.
- Alice Bianquis Escande (1887-1974), cofondatrice de l’hôpital-école Ambroise-Paré de Lille, y est née au no 57.
- Henri Savale (1896-1971), comptable et homme politique, a habité au no 12 dans les années 1930.